# Cröchern
Cröchern – dzielnica gminy Burgstall w Niemczech, w kraju związkowym Saksonia-Anhalt, w powiecie Börde, w gminie związkowej Elbe-Heide.
Do 31 grudnia 2009 była to oddzielna gmina wchodząca w skład wspólnoty administracyjnej Elbe-Heide. Do 30 czerwca 2007 należała do powiatu Ohre.

## Geografia
Dzielnica Cröchern leży na północny wschód od miasta Haldensleben.